# Bolitoglossa xibalba
Espèce
Bolitoglossa xibalba est une espèce d'urodèles de la famille des Plethodontidae.

## Répartition
Cette espèce est endémique du Guatemala. Elle se rencontre de 1 980 à 2 760 m d'altitude dans la Sierra de los Cuchumatanes et dans les Montañas del Cuilco dans les départements de Huehuetenango et du Quiché.

## Description
La femelle holotype mesure 77,3 mm de longueur totale dont 46,3 mm de longueur standard et 31,0 mm pour la queue et les 12 spécimens observés lors de la description originale mesurent en moyenne 73,43 mm de longueur totale dont 42,96 mm de longueur standard et 30,47 mm pour la queue.

## Étymologie
Cette espèce est nommée en référence à Xibalba de la religion maya.

## Publication originale
- Campbell, Smith, Streicher, Acevedo & Brodie, 2010 : New salamanders (Caudata: Plethodontidae) from Guatemala, with miscellaneous notes on known species. Miscellaneous Publications, Museum of Zoology University of Michigan, no 200, p. 1-66.